# 档案记录报

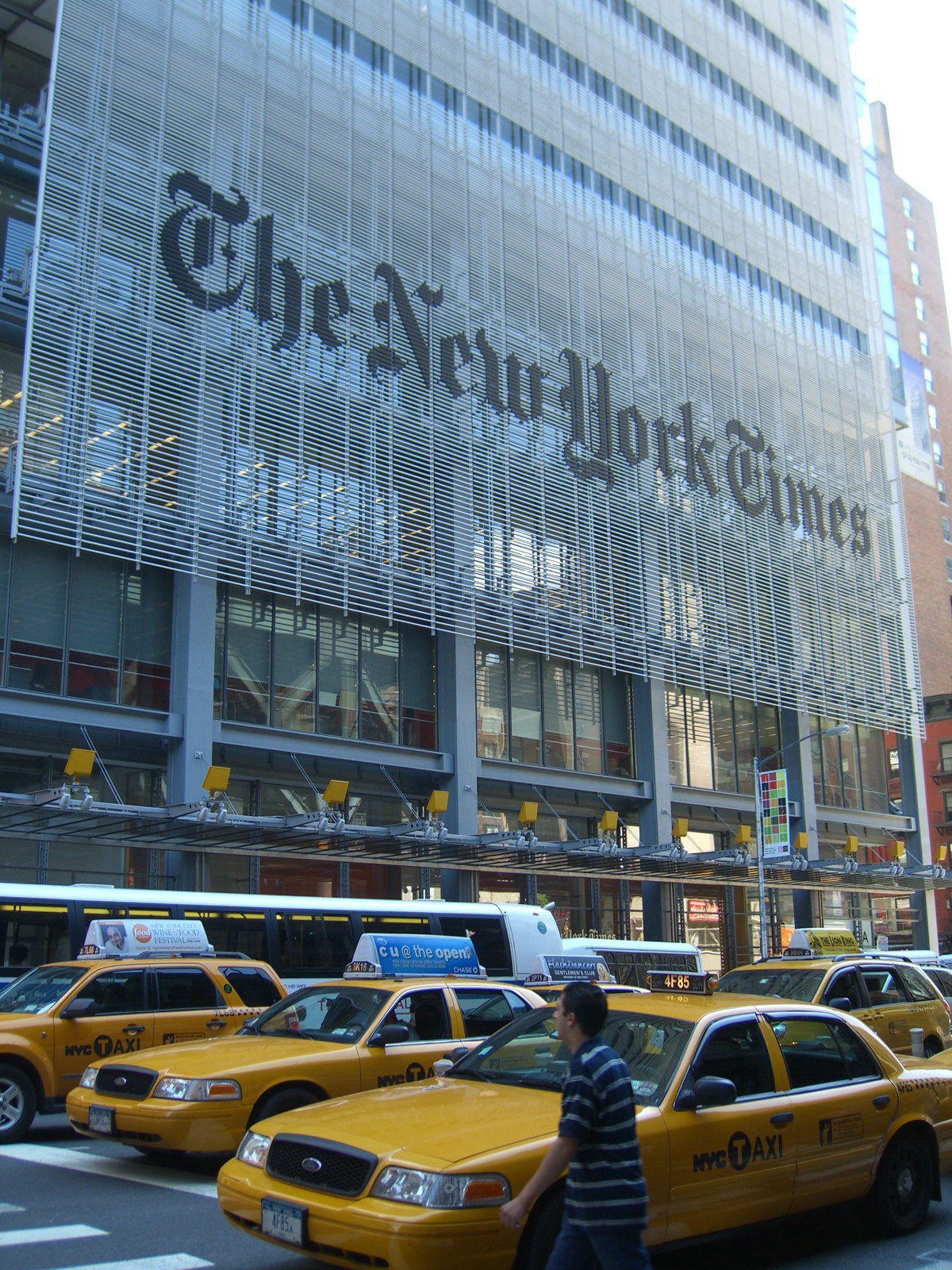
位于美国纽约市的纽约时报大厦；“档案记录报”一词的某些含义起源于《纽约时报》

档案记录报（英語：Newspaper of record）是指发行量大且其编者和新闻收集能力被视为权威的的主流报纸。它也可以指被授权发布公告或法律通告的报纸，称为公共档案记录报（newspaper of public record）。

## 定义
档案记录报没有正式的定义。此类报纸通常指那些被认为符合比大多数印刷媒体更高的新闻准则的报纸，包括编辑独立性和对准确性的关注，并且通常在国际上享有盛名。尽管社会发生了变化，这些报纸始终保持相似的基调、报道、风格和传统。